# Waaq
Waaq (uneori Waq sau Waaqa) este un nume de zeu în tradiția est africană (Somalia și Oromo).